# Активированное частичное тромбопластиновое время
Активированное частичное тромбопластиновое время (АЧТВ) является показателем измерения эффективности «внутреннего» (путь контактной активации) и общего пути свертывания. Помимо выявления нарушений в процессе свертывания крови , АЧТВ также используется для контроля эффективности лечения гепарином, основным антикоагулянтом. Тест используется в сочетании с тестом протромбинового времени (ПВ), который измеряет внешний путь свертываемости.

## Методика
Образец крови  отбирается в пробирку с цитратом натрия, цитрат натрия связывает ионы кальция, без которых кровь не свертывается. Далее из образца крови путём центрифугирования получают бедную тромбоцитами плазму крови. Для активации внутреннего пути свертывания в образец плазмы вносится активатор (напр. каолин) и фосфолипиды (напр. кефалин), после чего добавляют раствор хлорида кальция (для того, чтобы избавиться от ранее созданного цитратом антикоагулянтного эффекта). Измеряется время до образования сгустка. 

Слово «частичное» в названии теста АЧТВ указывает на отсутствие в используемых реагентах тканевого фактора.

## Интерпретация результатов
Типичный диапазон значений составляет 25–39 сек (в зависимости от реактивов). Укорачивание АЧТВ считается клинически мало обоснованным, но некоторые исследования показывают, что этот результат может соответствовать увеличенному риску тромбоэмболии . Для нормального АЧТВ требуется наличие следующих факторов свертывания крови: I, II, V, VIII, IX, X , XI и XII. Примечательно, что тест АЧТВ не диагностирует недостатки в VII или XIII факторах. Удлинение АЧТВ может наблюдаться в следующих случаях:
- При применении нефракционированного гепарина (или загрязнении образца);
- В присутствии антифосфолипидных антител (особенно волчаночный антикоагулянт, который парадоксальным образом увеличивает склонность к тромбозам);
- При дефиците фактора свертывания крови (например, гемофилия).

Чтобы дифференцировать эти случаи, проводят смешанные анализы, в которых плазму пациента смешивают (первоначально в 1:1 разбавлении) с нормальной плазмой. Если аномалия не исчезает, то это говорит о том, что образец содержит «ингибитор» (например, гепарин, антифосфолипидные антитела или специфические антитела к факторам свертывания крови). Если смешанный анализ дает «нормальный» результат, то более вероятным является дефицит фактора свертываемости. Дефицит факторов VIII, IX, XI и XII и редко фактора фон Виллебранда может в смешанном исследовании показать нормальный результат, если первоначально тест АЧТВ был удлинен.

Для выяснения конкретных причин нарушения обычно необходимо проводить дополнительные исследования. Стандартной стратегией в таких случаях является определение времен свертывания при смешивании исследуемой плазмы с плазмами, дефицитными по разным факторам свертывания, в соотношении 1:1. Дело в том, что АЧТВ и ПВ обладают низкой чувствительностью и начинают удлиняться только при падении активности факторов до 30% от нормы. Поэтому смешивание исследуемой плазмы и дефицитной плазмы дает нормальное время свертывания почти всегда, за исключением единственного случая: когда в этих плазмах не хватает одного и того же фактора. Это и позволяет выявить конкретный дефект.

## История
АЧТВ был впервые описан в 1953 году исследователями Университета Северной Каролины в Чапел-Хилл.